# フランクリン郡 (アイオワ州)
フランクリン郡（英: Franklin County）は、アメリカ合衆国アイオワ州の北東部に位置する郡である。2010年国勢調査での人口は10,680人であり、2000年の10,704人から0.2％減少した。郡庁所在地はハンプトン市（人口4,461人）であり、同郡で人口最大の都市でもある。

## 歴史
フランクリン郡は1851年1月15日に設立され、郡名はアメリカ合衆国建国の父ベンジャミン・フランクリンにちなんで名付けられた。
ハンプトン市にあるフランクリン郡庁舎は1891年に建設され、1976年にアメリカ合衆国国家歴史登録財に指定された。

## 地理
アメリカ合衆国国勢調査局に拠れば、郡域全面積は583.01平方マイル（1,510.0km2）であり、このうち陸地は582.44平方マイル（1,508.5km2）、水域は0.57平方マイル（1.5km2）で、水域率は0.10％である。

### 主要高規格道路
- 州間高速道路35号線
- アメリカ国道65号線
- アイオワ州道3号線
- アイオワ州道57号線

### 隣接する郡
- セロゴード郡 - 北
- バトラー郡 - 東
- ハーディン郡 - 南
- ライト郡 - 西

## 人口動態

### 2010年国勢調査
以下は2010年国勢調査による人口統計データである。
基礎データ
- 人口: 10,680人
- 人口密度: 7人/km2（18人/mi2）
- 住居数: 4,894軒
- 使用住居: 4,332軒[6]

### 2000年国勢調査

2000人口ピラミッド

以下は2000年国勢調査による人口統計データである。
| 基礎データ - 人口: 10,704人 - 世帯数: 4,356 世帯 - 家族数: 2,983 家族 - 人口密度: 7人/km2（18人/mi2） - 住居数: 4,763軒 - 住居密度: 3軒/km2（8軒/mi2） 人種別人口構成 - 白人: 94.92% - アフリカン・アメリカン: 0.08% - ネイティブ・アメリカン: 0.23% - アジア人: 0.16% - 太平洋諸島系: 0.02% - その他の人種: 4.05% - 混血: 0.53% - ヒスパニック・ラテン系: 6.00% 年齢別人口構成 - 18歳未満: 24.2% - 18-24歳: 7.3% - 25-44歳: 24.0% - 45-64歳: 23.9% - 65歳以上: 20.5% - 年齢の中央値: 41歳 - 性比（女性100人あたり男性の人口） - 総人口: 96.4 - 18歳以上: 93.9 | 世帯と家族（対世帯数） - 18歳未満の子供がいる: 29.3% - 結婚・同居している夫婦: 58.9% - 未婚・離婚・死別女性が世帯主: 6.4% - 非家族世帯: 31.5% - 単身世帯: 27.6% - 65歳以上の老人1人暮らし: 15.4% - 平均構成人数 - 世帯: 2.41人 - 家族: 2.93人 収入と家計 - 収入の中央値 - 世帯: 36,042米ドル - 家族: 45,184米ドル - 性別 - 男性: 29,694米ドル - 女性: 21,115米ドル - 人口1人あたり収入: 18,767米ドル - 貧困線以下 - 対人口: 8.0% - 対家族数: 5.7% - 18歳未満: 9.7% - 65歳以上: 7.1% |

## フランクリン郡祭
フランクリン郡ではフランクリン郡祭が開催されている。毎年7月半ばの5日間開催されるこの祭はハンプトン市西側にあるお祭り広場を会場にしている。伝統的に催し物は水曜日にバーンズPRCAロデオで始まる。木、金、土曜日は通常国内で知られた音楽のコンサートがある。日曜日には8の字レースがある。無料の娯楽や遊園地の乗り物もある。お祭り広場ではフランクリン郡歴史博物館、プレザントヒル（屋台やショーなど）、およびグランパ農園が出ている。

## 都市と町
| - ハンプトン - 郡庁所在地 - アックリー - アレクサンダー - クールター - ダウズ | - ジェネバ - ハンセル - ラティマー - ポープジョイ - シェフィールド |

### その他の町
- ブラッドフォード
- チャピン

### 郡区
- ジェニーヴァ郡区
- グラント郡区
- ハミルトン郡区
- インガム郡区
- リー郡区
- マリオン郡区
- モーガン郡区
- モット郡区
- オークランド郡区
- オセオラ郡区
- リーブ郡区
- リッチランド郡区
- ロス郡区
- スコット郡区
- ウェストフォーク郡区
- ウィズナー郡区

## 教育
郡内には高校が4校ある。ハンプトン・デュモント・コミュニティ教育学区はハンプトン市にある幼稚園生から12年生までの学区であり、ハンプトン、デュモント、アーデール、ハンセルの町から生徒を受け入れている。児童数は1,194人である。ウェストフォーク・コミュニティ教育学区は、シェフィールド、チャピン、ミザーベイ、ソーントン、ロックウェル、スワルデールの町から生徒を受け入れている。児童数は764人である。AGWSRコミュニティ教育学区は、アックリー、ジェネバ、ウェルズバーグ、スティームボートロックの町から生徒を受け入れている。児童数は654人である。CALコミュニティ教育学区は、ラティマーの南にあり、クールター、アレクサンダー、ラティマーの町から生徒を受け入れている。児童数は274人である。